# Flectonotus pygmaeus
Flectonotus pygmaeus es una especie de anfibio anuro de la familia Hemiphractidae.

## Distribución geográfica
Esta especie se encuentra entre los 1100 y 1600 m sobre el nivel del mar en:
- Venezuela en la Cordillera de la Costa y en la Cordillera de Mérida;
- Colombia en el departamento de Norte de Santander en la vertiente norte de la Cordillera Oriental.[5]

## Publicación original
- Boettger, 1893: Reptilien und Batrachier aus Venezuela. Bericht über die Senckenbergische Naturforschende Gesellschaft in Frankfurt am Main, vol. 1893, p. 35-42[6]